# A Boy Named Sue
A Boy Named Sue (Ein Junge namens Sue) ist ein Country-Song aus dem Jahr 1969. Das Stück wurde in der Version von Johnny Cash zu einem Millionenseller und mit Platz eins in den Country- und Platz 2 in den Pop-Charts sein kommerziell erfolgreichster Hit.

## Entstehungsgeschichte

Shel Silverstein – A Boy Named Sue

Komponist und Texter Shel Silverstein wurde bei seiner Komposition von einer wahren Geschichte inspiriert. Der wirkliche Sue war ein gewisser Sue Kerr Hicks (1895–1980), ein Richter aus Madisonville in Tennessee. Er war das jüngste von neun Geschwistern und erhielt den Vornamen seiner bei seiner Geburt verstorbenen Mutter. Silverstein hörte den Namen dieses Richters bei einer Ansage während einer Veranstaltung in Gatlinburg, und die Idee zum Song war geboren. Der Richter hatte über 800 Mordfälle zu richten, aber berühmt wurde er durch seinen Vornamen Sue.
Silverstein nahm den Song am 14. Dezember 1968 für RCA (74-0158) auf, produziert von Chet Atkins; die Platte blieb jedoch ohne Resonanz. Er hatte die Idee, dem Song eine größere Öffentlichkeit zu geben, und stellte ihn im Februar 1969 auf einer Party seinem Freund Johnny Cash vor.

## Aufnahme
Silverstein überbrachte Noten und Text seiner neuen Komposition erst fünf Tage vor einem Johnny-Cash-Konzert, das am 24. Februar 1969 im kalifornischen Staatsgefängnis San Quentin State Prison vor Strafgefangenen stattfinden sollte. Cashs Frau June Carter Cash kam erst kurz vor dem Konzert auf die Idee, dass Cash den neuen Song dort vorstellen solle. Deshalb konnte Cash den Text nicht mehr auswendig lernen und musste ihn während des Live-Konzerts vom Notenblatt auf einem Notenständer ablesen. Cashs Plattenlabel Columbia Records plante, dieses zweite Gefängniskonzert live mitzuschneiden.

Johnny Cash – A Boy Named Sue

Produzent Bob Johnston hatte als Besetzung neben Cash seine Frau June Carter (Gesang), Carl Perkins / Bob Wootton (Gitarren), Marshall Grant (Bass), W. S. Holland (Schlagzeug) sowie als Begleitung die Carter Family und The Statler Brothers eingeplant. Der im Stile des Talking Blues interpretierte Comedy-Hit mit seinem in schnellem Sprechgesang dargebotenen schroffen Text erregte sofort die Aufmerksamkeit der Zuhörer. Der Song hob die Stimmung bis hin zum Gelächter der Gefangenen. Die Zuhörer amüsierten sich über jede Zeile, und explodierten bei der Pointe förmlich vor Lachen. Die Worte „Son of a bitch“ („Hurensohn“) wurden sowohl für die Single- als auch die Albumversion nachträglich durch einen Piepton zensiert; in späteren Jahren wurden jedoch auch Ausgaben mit der unzensierten Fassung veröffentlicht.

## Kommerzieller Erfolg
Das Live-Album At San Quentin wurde am 4. Juni 1969 veröffentlicht und verkaufte sich sechs Millionen Mal; es wurde von der Country Music Association als Album of the Year ausgezeichnet. Hieraus wurde die Single A Boy Named Sue / San Quentin (CBS Records 4460) ausgekoppelt und kam am 26. Juli 1969 auf den Markt. Sie entwickelte sich zum größten Crossover-Erfolg für Johnny Cash mit fünf Wochen auf Rang eins der Country-Hitparade und drei Wochen auf Platz 2 der Pop-Charts. Innerhalb von sechs Wochen setzte die Single eine Million Dollar um und wurde über drei Millionen Mal verkauft (Single des Jahres der CMA). Cash erhielt hierfür am 14. August 1969 eine Goldene Schallplatte von der RIAA. Er wurde in den Kategorien „Bester Countrysong“ und „Beste männliche Gesangsdarbietung – Country“ mit einem Grammy Award ausgezeichnet. Am 5. Dezember 1969 präsentierte er den Song live im Madison Square Garden. Vom Song existiert auch eine Studiofassung vom 25. Mai 1970. Komponist Silverstein selbst brachte das Lied auf seinem im Mai 1969 erschienenen Album A Boy Named Sue and Other Country Songs heraus, das jedoch erfolglos blieb.

### Chartplatzierungen
| ChartsChartplatzierungen       | Höchstplatzierung | Wochen |
| ------------------------------ | ----------------- | ------ |
| Vereinigte Staaten (Billboard) | 2 (12 Wo.)        | 12     |
| Vereinigtes Königreich (OCC)   | 4 (19 Wo.)        | 19     |

| ChartsJahrescharts (1969)      | Platzierung |
| ------------------------------ | ----------- |
| Vereinigte Staaten (Billboard) | 36          |

### Auszeichnungen für Musikverkäufe
| Land/Region                  | Auszeichnungen für Musikverkäufe (Land/Region, Auszeichnung, Verkäufe) | Verkäufe  |
| ---------------------------- | ---------------------------------------------------------------------- | --------- |
| Neuseeland (RMNZ)            | Gold                                                                   | 15.000    |
| Vereinigte Staaten (RIAA)    | Gold                                                                   | 1.000.000 |
| Vereinigtes Königreich (BPI) | Silber                                                                 | 200.000   |
| Insgesamt                    | 1× Silber · 2× Gold ·                                                  | 1.215.000 |

Hauptartikel: Johnny Cash/Auszeichnungen für Musikverkäufe

## Text
Der Text behandelt die Problematik, wenn ein Junge mit einem Mädchennamen aufwachsen muss. Ein Mann mit dem Vornamen „Sue“ sucht Ort für Ort nach seinem Vater ab, der ihn im Alter von drei Jahren verlassen hatte. Er will sich an ihm rächen und ihn töten, weil er ihm den schrecklichen Vornamen Sue gegeben hat, wofür er sein Leben lang Schikanen ertragen musste und gehänselt wurde. Schließlich findet er seinen kartenspielenden Vater in einem Saloon. Beide prügeln sich im Matsch, und als der Vater nach seiner Pistole greifen will, zieht der Sohn seine. 
Der Vater lächelt daraufhin und erklärt, warum er ihm diesen Namen gab. In einer rauen Welt sollte der Name den Sohn abhärten, damit er lerne sich zu wehren, denn der Vater wusste schon bei der Geburt des Sohns, dass er nicht lange bei ihm bleiben würde. Daraufhin vergibt der Sohn dem Vater, und sie umarmen sich. Der Sohn beendet die Geschichte mit der Erkenntnis: „Wenn ich je einen Sohn habe, werde ich ihn Bill oder George nennen oder ihm irgendeinen anderen verdammten Namen geben – aber nicht Sue!“

## Rezeption und Coverversionen
Es folgten zwei „Antwort-Songs“, A Gal Called Sam von Lois Williams (Dezember 1969) und A Girl Called Johnny Cash von Jane Morgan (April 1970). Mit The Father of a Boy Named Sue (1978) schrieb Silverstein Jahre später eine Fortsetzung, die allerdings nicht den Erfolg des Vorgängers wiederholen konnte. 
Vom Titel sind 18 englische Coverversionen erschienen. Herauszuheben sind die von Lester Flatt & Earl Scruggs (Dezember 1969) oder Cal Smith (August 1970). Deutsche Versionen mit dem Titel Ein Junge namens Susi(e) erschienen 1975 von Mike Krüger und 2003 von Gunter Gabriel. 2002 trug Bernadette La Hengst Ein Mädchen namens Gerd zu einem Johnny-Cash-Tributealbum bei.

## Historische Filmaufnahme
- Silverstein und Cash singen A Boy Named Sue in der Johnny Cash Show